# Homoeoscelis sedentaria
Homoeoscelis sedentaria is een eenoogkreeftjessoort uit de familie van de Nicothoidae. De wetenschappelijke naam van de soort is voor het eerst geldig gepubliceerd in 1898 door Bonnier.